# Guillermo Cabrera Álvarez
Guillermo Cabrera Álvarez (1943 - 1 de julio de 2007) fue un periodista y político cubano.
Inició su vida como periodista en la revista Mella. Fundador de la Unión de Jóvenes Comunistas de Cuba, de la Asociación de Jóvenes Rebeldes, y del periódico, Juventud Rebelde, era director del Instituto Internacional de Periodismo José Martí. Había trabajado como director de La Calle, Somos Jóvenes y fue subdirector en el diario Granma.
Obtuvo el Gran Premio de la Organización Internacional de Periodismo en 1972 por un reportaje a un soldado estadounidense destacado en la guerra de Vietnam.